# Belle Air
Belle Air è stata una compagnia aerea a basso costo albanese. Fondata nel giugno 2005 a Tirana, utilizzò come hub l'aeroporto della capitale albanese, sul quale deteneva il primato per passeggeri trasportati, prima della sospensione dei voli del novembre 2013.

## Storia
- Giugno 2005: fondazione a Tirana
- Dicembre 2005: consegna a Tirana del primo aeromobile, MD82 164 posti, immatricolato ZA-ARB e inizio voli ad hoc
- 1 marzo 2006: inizio collegamenti regolari[2]
- Dicembre 2006: nei 10 mesi precedenti sono stati trasportati circa 120.000 passeggeri ottenendo grandi risultati e inaugurando 14 nuove rotte; vengono presi in consegna (noleggiati) un Fokker 100 e un ATR 42
- 2007: cambiamenti nella flotta. Cambia MD82 con un altro MD82 immatricolato ZA-ARD. Immatricola il Fokker 100 ZA-ARC. Sostituisce l'ATR 42 con BAe 146/300 noleggiato e immatricolato LZ-HBF. Nell'anno trasporta circa 270.000 passeggeri di cui 265.000 in voli regolari e 5.000 in charter
- 2008: trasporta circa 470.000 passeggeri di cui 461.000 in voli regolari da/per Tirana e 9.000 ida/per Pristina
- 20 giugno 2009: entra in servizio un Airbus A319 da 144 posti, noleggiato per 6 anni, e due Airbus A320 da 180 posti noleggiati per due anni
- Luglio 2009: alla flotta si aggiunge un nuovo ATR 72-500 da 68 posti
- 2009: trasporta circa 618.000 passeggeri
- Luglio 2010: consegna di un nuovo ATR 72-500 da 68 posti, immatricolato F-ORAB
- Agosto 2010: Entra in servizio un Airbus A319 da 144 posti noleggiato per due anni
- 24 giugno 2012: alla flotta viene aggiunto un altro Airbus A319 immatricolato F-ORAH
- Luglio 2012: trasferimento dell'ATR 72-500 I-LZAN con reimmatricolazione F-ORAI
- 2013: entra in servizio un Airbus A319 da 139 posti immatricolato F-ORAJ
- 24 novembre 2013: cessazione delle operazioni di volo a seguito, secondo quanto dichiarato dalla società, di pesanti difficoltà economiche

## Flotta
| Quantità | Aereo                   | Codici di registrazione |
| -------- | ----------------------- | ----------------------- |
| 2        | ATR 72-500 (68 posti)   | F-ORAA, F-ORAI          |
| 3        | Airbus A319 (144 posti) | F-ORAG & EI-LIR, F-ORAJ |
| 3        | Airbus A320 (180 posti) | F-ORAE & F-ORAD, EI-LIS |